# 241529 Roccutri
241529 Roccutri è un asteroide della fascia principale. Scoperto nel 2010, presenta un'orbita caratterizzata da un semiasse maggiore pari a 3,1595013 UA e da un'eccentricità di 0,2115429, inclinata di 19,23342° rispetto all'eclittica.
L'asteroide è dedicato all'astronomo statunitense Roc M. Cutri.